# Sherut Leumi (Servicio nacional)
El Sherut Leumi (en hebreo: שירות לאומי‎, lit. 'Servicio nacional') es una forma voluntaria alternativa de servicio nacional en Israel, a diferencia del servicio militar obligatorio que prevalece en el país.

## Historia
El programa ha sido diseñado para las personas que no cumplen con los criterios para el reclutamiento militar, o bien son objetores de conciencia que no desean realizar el servicio militar en las Fuerzas de Defensa de Israel (FDI). El programa fue creado principalmente para jóvenes judíos religiosos de entre 17 y 24 años, los judíos jaredíes, aunque está abierto a todos los solicitantes que citen varios motivos para su decisión. La mayoría de quienes reciben una exención del servicio militar obligatorio en Israel son mujeres judías del sector sionista religioso, y la reciben declarando su nivel de observancia religiosa, ya que sostienen que un gran número de leyes religiosas para las mujeres judías, no pueden mantenerse en el ejército, como los códigos de vestimenta, la Tzniut, la modestia en el judaísmo. Sin embargo, también hay un pequeño número de hombres que sirven en el servicio nacional, en el Sherut Leumi. Los voluntarios tienen entre 17 y 24 años.
El servicio normalmente requiere trabajar entre 30 y 40 horas por semana de 12 a 24 meses. Los voluntarios tienen la opción de servir uno o dos años en el servicio nacional. No todos los voluntarios son ciudadanos israelíes. Uno se puede hacer con un visado de turista, y el voluntario posteriormente recibirá una visa especial de voluntario que dura mientras la persona vaya a prestar su servicio nacional.
Los judíos jaredíes sostienen que el Estudio de la Torá es su forma de defender a la Tierra de Israel, ellos están exentos del servicio nacional debido a un acuerdo de los judíos jaredíes con el gobierno sionista, llamado Torato Umanuto. Los ciudadanos árabes de Israel, que en su mayoría son musulmanes, también están exentos del servicio, para evitar un conflicto entre la lealtad a su país y a sus familias árabes (una decisión tomada originalmente por el Primer ministro de Israel, el judío David Ben-Gurión). Algunos objetores de conciencia israelíes que se niegan a servir en las FDI, los Xeministim, pero que no son elegibles para una exención del servicio militar obligatorio, han expresado su deseo de realizar una forma alternativa de servicio nacional.
En 2012, el gabinete de Israel extendió la exención del servicio militar a 1300 estudiantes de yeshivot ultraortodoxas, y a judíos haredíes que realizan el Sherut leumi, el servicio nacional. Esto permite a los estudiantes de las yeshivot unirse al servicio nacional, en lugar de unirse a las Fuerzas de Defensa de Israel, las FDI. Como parte del plan, el ministro de Defensa está obligado a posponer el servicio militar de los estudiantes de las yeshivot, y permitirles realizar el servicio nacional, a los que tengan menos de 22 años y tengan al menos un hijo.

## Programas de inserción
La mayoría trabaja en escuelas, pero también puede trabajar en lugares como centros de educación especial, administración, hospitales, estudiar derecho, geriatría, trabajar en residencia de personas mayores y en clínicas de salud, ayudar a adolescentes en riesgo, colaborar con la seguridad nacional interna, ayudar a las comunidades más desfavorecidas, asistencia a los nuevos inmigrantes, los olim jadashim, y participar en muchas otras organizaciones. La participacióncen la sociedad se realiza mediante entrevistas a través de agencias de colocación que tratan de encontrar las habilidades, los intereses y las necesidades apropiadas para el joven.
Hay cuatro agencias de colocación principales para el servicio nacional, el Sherut Leumi. Son Agudah LeHitnadvut (literalmente: La Unión del Voluntariado), Shlomit, Aminadav y Bat Ami. 
A cada voluntario se le asigna un coordinador que actúa como un supervisor y asesor de los jóvenes durante su tiempo en el servicio nacional (Sherut Leumi).

## Beneficios para los participantes en el programa
Las Bnot Sherut (lit. mujeres jóvenes en el servicio) y los Bnei Sherut (lit. hombres jóvenes en el servicio) tienen derecho a una serie de beneficios durante su servicio. Muchos de estos beneficios son los mismos que recibe un soldado que sirve en el ejército. Entre ellos se incluye:
- Un estipendio mensual para cubrir sus necesidades básicas. La cantidad varía según la ubicación y el tipo de servicio, aunque normalmente es de unos 600 shekels al mes.
- Una vivienda tipo apartamento en la ciudad donde los voluntarios prestan servicio.
- Viajes gratuitos en autobús por todo el país (excepto en la ciudad de Eilat) y (desde 2001) viajes gratuitos en tren.
- Descuentos ofrecidos por diversos establecimientos comerciales.
- Programas sociales como viajes de fin de semana, excursiones, programas de aprendizaje y fiestas.
- Un seguro médico privado (para voluntarios extranjeros).

A menudo se ofrecen, y a veces se requieren, clases semanales sobre diversos temas relacionados con el judaísmo.
Al final del servicio nacional, los voluntarios israelíes reciben una subvención que pueden utilizar para diferentes cosas como recibir educación, comprar una casa o pagar una boda.

## El servicio nacional para los ciudadanos árabes israelíes
En lugar de ofrecerse voluntariamente para realizar el servicio militar, los jóvenes ciudadanos árabes de Israel, tienen la opción de presentarse voluntariamente para realizar el servicio nacional alternativo y recibir unos beneficios similares a los que reciben los soldados licenciados. Los voluntarios generalmente se asignan a las poblaciones árabes, donde ayudan con cuestiones sociales y comunitarias. En 2010 unos 1473 ciudadanos árabes israelíes se ofrecieron como voluntarios para servir en el servicio nacional. Sin embargo, según diversas fuentes de la administración del servicio nacional, los líderes árabes están aconsejando a los jóvenes que se abstengan de realizar servicios sociales para el estado israelí. Según declaraciones de un alto funcionario del servicio nacional dice así: "Durante años, los líderes árabes han exigido, justificadamente, beneficios para los jóvenes árabes similares a los que reciben los soldados licenciados, ahora, cuando esta oportunidad se presenta, son precisamente estos mismos líderes los que rechazan el llamado del estado para prestar el servicio y recibir esos beneficios". 